# Liră din Gibraltar
Lira din Gibraltar (sau lira gibraltareză; engleză: Gibraltar pound sau pe scurt pound) este unitatea monetară a Gibraltarului, care face parte de Teritoriile britanice de peste mări. Codul ISO 4217 oficial este GIP. Paritatea lirei din Gibraltar este fixată cu lira sterlină (1 GIP = 1 GBP).
Lira este unitatea monetară a Gibraltarului din 1898. Înainte se folosea peseta spaniolă, care a rămas valabilă până la început de Războiul Civil Spaniol (1936 -1939). Primele bancnote din Gibraltar au fost emise în 1914 și primele monede în 1988.
Monede și bancnote de lira sterlină sunt acceptate în Gibraltar.

## Numismatică

### Monede
Primele piese de 1, 2, 5, 10, 20 și 50 pence și 1 liră au fost emise în 1988. înainte se foloseau doar monede de lira sterlină. Piesa de 2 lire a fost introdusă în 1999 și piesa de 5 lire în 2010.
Piesele de 1 și 2 p sunt făcute de oțel cu un înveliș de cupru; piesele de 5, 10, 20 și 50 p de cupru-nichel, piesa de £1 de nichel-alamă, piesa de £2 este bimetalică (interirul de cupru-nichel și exteriorul de nichel-alamă) și piesa de £5 de cupru-nichel.
Aversul pieselor poartă portretul Reginei Elisabeta a II-a și inscripția "GIBRALTAR / ELIZABETH II". Reversul pieselor poartă valoarea nominală și o ilustrație:
- Piesa de 1p: Un Phasianidae Alectoris barbara
- Piesa de 2p: Farul de Europa Point
- Piesa de 5p: Un Diomedeidae Thalassarche melanophrys
- Piesa de 10p: Europort
- Piesa de 20p: Statuia Our Lady of Europe
- Piesa de 50p: Delfini de genus Tursiops
- Piesa de £1: Stema din Gibraltar
- Piesa de £2: Cele douăsprezece munci ale lui Heracle (ilustrația a schimbat în fiecare an după introducerea piesei)
- Piesa de £5: Stânca Gibraltar

### Bancnote
Primele bancnote de 2 și 10 șillingi și de 1, 5 și 50 lire au fost emise de către guvernului din Gibraltar în 1914. Bancnote de £10 și £20 au apărut în 1975. O bancnotă de £50 a fost emisă 1986.
Actual există bancnote de 5, 10, 20, 50 și 100 lire, care au fost emise în 2010 (£10 și £50) și 2011 (£5, £20 și £100).